# Kameanka, Slavuta
Kameanka (în ucraineană Кам'янка) este un sat în comuna Țvitoha din raionul Slavuta, regiunea Hmelnîțkîi, Ucraina.

## Demografie
Componența lingvistică a localității Kameanka
     Ucraineană (97,56%)
     Rusă (2,28%)
     Alte limbi (0,16%)
Conform recensământului din 2001, majoritatea populației localității Kameanka era vorbitoare de ucraineană (97,56%), existând în minoritate și vorbitori de rusă (2,28%).